# 西羅亞姆斯普林斯 (阿肯色州)
西羅亞姆斯普林斯（英語：Siloam Springs）是一個位於美國阿肯色州本頓縣的城市。根據2020年美國人口普查，該地人口為17287人，而該地的面積約為30.43平方千米。

## 地理
西羅亞姆斯普林斯的座標為36°11′00″N 94°32′22″W / 36.18333°N 94.53944°W，而該地的平均海拔高度為345米（即1132英尺）。